# The Flood Inside
The Flood Inside ist das vierte Studioalbum der deutschen Post-Rock-/Post-Metal-Band Long Distance Calling. Es erschien am 1. März 2013 über Superball Music.

## Entstehung
Im April 2012 gab die Band die freundschaftliche Trennung von Reimut van Bonn bekannt, der bislang für das Ambience zuständig war. Kurze Zeit später begannen die Musiker mit den Arbeiten an ihrem vierten Studioalbum. Dabei fiel den Musikern auf, dass sich viele der Ideen auch für Gesang eignen. Im Sommer 2012 kontaktierte die Band daher den Sänger Martin Fischer, der zuvor in den Bands Fear My Thoughts und Pigeon Toe aktiv war bzw. noch ist.
Die Aufnahmen begannen am 17. September 2012 in den Megaphone Tonstudios in Arnsberg und dauerten bis zum 12. Oktober. Produziert, gemischt und gemastert wurde The Flood Inside von Martin Meinschäfer. Die Wahl fiel auf ihn, da die Musiker Meinschäfers Studio für den organischen und räumlichen Sound schätzen. Darüber hinaus verfügt das Studio über zahlreiche alte Mikrofone und Verstärker.
Für das Album lud die Band zahlreiche Gastmusiker ein. Für das Lied Nucleus steuerte der Bluesmusiker Henrik Freischlader ein Gitarrensolo bei. Bei Welcome Change sind als Gastsänger Vincent Cavanagh von der Band Anathema sowie Petter Carlsen zu hören. Für das Lied Waves komponierte DJ Coolmann, ehemals Mitglied der Hip-Hop-Band Fünf Sterne deluxe ein Intro. Das Artwork und die Promotion-Fotos zum Album stammen von Martin Großmann.

## Veröffentlichung
Neben der regulären CD-Version waren bis zum 14. Februar 2013 fünf verschiedene weitere Versionen über den Webshop der Band erhältlich. Sämtliche dieser Versionen enthielten das Bonuslied Black Hole. Bei den weiteren Versionen handelte es sich um die limitierte CD-Version und eine LP-Version mit CD, jeweils mit oder ohne exklusives T-Shirt und exklusives Poster. Die fünfte Version enthielt sowohl die CD- als auch die LP-Version mit T-Shirt und Poster. Für das Lied Tell the End wurde ein Musikvideo gedreht.

## Hintergrund
Die Band bezeichnete den Albumtitel als eine Widerspiegelung der gefühlstechnischen Bandbreite des Lebens. Gitarrist David Jordan erklärte in einem Interview, dass für ihn das Album „absolutes Chaos mit unklarem Ausgang bedeutet“.

„Doch nichtsdestotrotz bildet das Chaos manchmal Strukturen aus, die einem den Weg weisen können.“

Nucleus, in der Medizin die Ansammlung von Nervenzellkörpern in Zentralnervensystem, bezieht sich auf die Musiker von Long Distance Calling als Band. Ebenfalls aus dem Bereich der Medizin entnommen ist der Titel Ductus, die die Verbindung zwischen der Aorta und der Lungenarterie darstellt. David Jordan erklärte, dass der Begriff auf dem Album eine Art Wegweiser in dem oben beschriebenen Chaos darstellen soll.

## Rezeption

### Rezensionen
Für Tom Küppers vom deutschen Magazin Metal Hammer „entpuppt sich Neuzugang Martin Fischer als das fehlende, singende Puzzlestück im Band-Kosmos“, da er „den gleichbleibend komplex-proggigen Kompositionen musikalisch noch eine weitere Dimension zu verleihen“. Er verglich das Album mit dem Werk Angel Dust von Faith No More aus dem Jahre 1992 und vergab mit sieben von sieben Punkten die Höchstnote. Peter Kubaschk vom Onlinemagazin Powermetal.de bezeichnete The Flood Inside als ein „nur exzellentes Album“. Während die vier instrumentalen Nummern „die gewohnte Klasse der Band darstellen“ stellt Kubaschk fest, dass Martin Fischers Gesang ein wenig „die Farbe fehlt“ und bewertete das Album mit neun von zehn Punkten. Matthias Olejnik vom Onlinemagazin Metal.de sprach vom „bisherigen Höhepunkt der Bandkarriere“, da die Lieder „vor Vielseitigkeit und spielerischem Können strotzen“. Hierfür gab es neun von zehn Punkten. Für Martin Iordanidis von der Musikzeitschrift Visions ist „Das Experiment Gesang […] im Prinzip geglückt“, hätte aber gerne mehr davon und vergab acht von zwölf möglichen Punkten.

### Chartplatzierungen
| ChartsChartplatzierungen | Höchstplatzierung | Wochen |
| ------------------------ | ----------------- | ------ |
| Deutschland (GfK)        | 33 (1 Wo.)        | 1      |
| Schweiz (IFPI)           | 79 (1 Wo.)        | 1      |

## The Flood Inside Tour
Die folgende Tabelle beinhaltet alle Konzerte, die Long Distance Calling während ihrer The Flood Inside Tour spielten. Der erste Teil der Tour begann am 1. März 2013 in ihrer Heimatstadt Münster und endete am 23. März 2013 in Rotterdam. Die Tour führte die Band durch sieben deutsche Städte sowie viermal in das Vereinigte Königreich, zweimal in die Schweiz sowie jeweils einmal nach Belgien, Frankreich, Italien, Luxemburg, die Niederlande, Österreich, Tschechien und Ungarn. Als Vorgruppen waren Sólstafir und Audrey Horne sowie ab dem Konzert in Budapest noch die Band Sahg dabei.
Der zweite Teil begann am 6. Februar 2014 in Zoetermeer und endete am 20. Februar 2014 in Esch-sur-Alzette und führte die Band innerhalb von 15 Tagen durch fünf deutsche Städte, jeweils zweimal nach Spanien und Österreich sowie jeweils einmal nach Luxemburg, in die Niederlande, in die Schweiz und ins Vereinigte Königreich. Im Vorprogramm traten Junius und Wolves Like Us auf.
| Datum         | Stadt            | Veranstaltungsort  |
| ------------- | ---------------- | ------------------ |
| 1. März 2013  | Münster          | Sputnikhalle       |
| 2. März 2013  | Hamburg          | Klubsen            |
| 3. März 2013  | Berlin           | Festsaal Kreuzberg |
| 4. März 2013  | München          | Backstage Halle    |
| 5. März 2013  | Karlsruhe        | Substage           |
| 6. März 2013  | Köln             | Essigfabrik        |
| 7. März 2013  | Leipzig          | Conne Island       |
| 8. März 2013  | Prag             | HooDoo Music Club  |
| 9. März 2013  | Budapest         | Dürer Kert         |
| 10. März 2013 | Wien             | Arena              |
| 11. März 2013 | Mailand          | Lo-Fi              |
| 14. März 2013 | Esch-sur-Alzette | Kulturfabrik       |
| 15. März 2013 | Paris            | Nouveau Casino     |
| 17. März 2013 | Brüssel          | Magasin 4          |
| 19. März 2013 | Nottingham       | Rock City Basement |
| 20. März 2013 | Glasgow          | Ivory Blacks       |
| 21. März 2013 | Manchester       | NQ Live            |
| 22. März 2013 | London           | The Underworld     |
| 23. März 2013 | Rotterdam        | Baroeg             |

| Datum            | Stadt            | Veranstaltungsort   |
| ---------------- | ---------------- | ------------------- |
| 6. Februar 2014  | Zoetermeer       | Boederij            |
| 7. Februar 2014  | Dortmund         | FZW (Visions Party) |
| 8. Februar 2014  | London           | Barfly              |
| 11. Februar 2014 | Madrid           | Caracol             |
| 12. Februar 2014 | Barcelona        | Apolo 2             |
| 13. Februar 2014 | Zürich           | Komplex             |
| 14. Februar 2014 | Wien             | Szene               |
| 15. Februar 2014 | Innsbruck        | Weekender           |
| 16. Februar 2014 | Stuttgart        | Wagenhallen         |
| 17. Februar 2014 | München          | Backstage           |
| 18. Februar 2014 | Berlin           | Lido                |
| 19. Februar 2014 | Dresden          | Beatpol             |
| 20. Februar 2014 | Esch-sur-Alzette | Rockhal             |